# هيئة بريهانمومباي البلدية

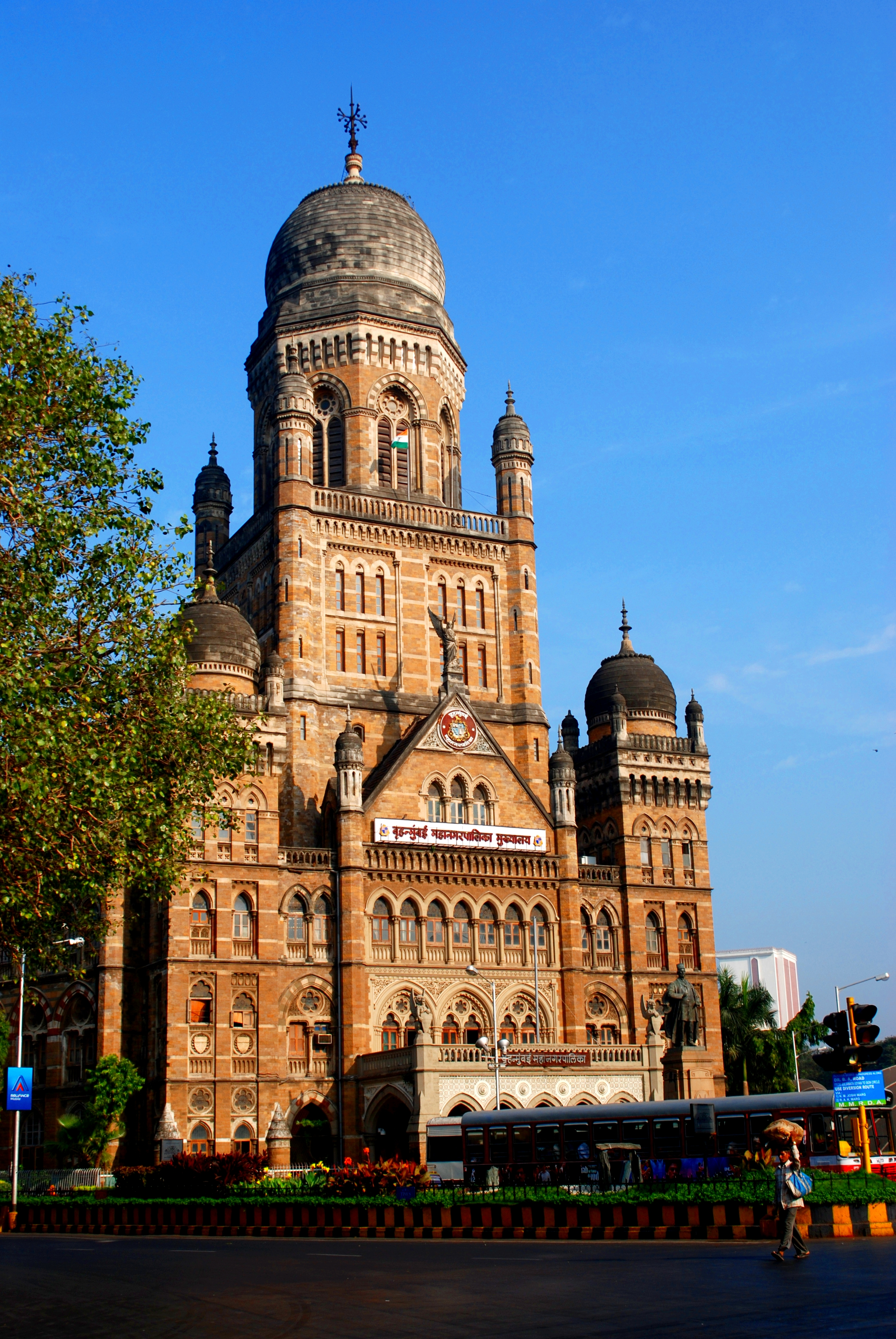
مكتب بريهانمومباي البلدية.

هيئة بريهانمومباي البلدية (BMC) وتعرف أيضًا باسم مؤسسة مومباي الكبرى البلدية (MCGM) أو بريهانمومباي مهاراشترا باليكا هي هيئة مدنية تحكم مدينة مومباي وتعد أغنى وأكبر منظمة مدنية بلدية في الهند. وتبلغ جحم ميزانية بريهانمومباي البلدية السنوية أكثر من ميزانية البلديات الصغرى في الهند. وتأسست بموجب قانون هيئة بريهانمومباي البلدية عام 1888، وأصبحت مسئولة عن البنية التحتية المدنية وإدارة المدينة وبعض الضواحي في مومباي.

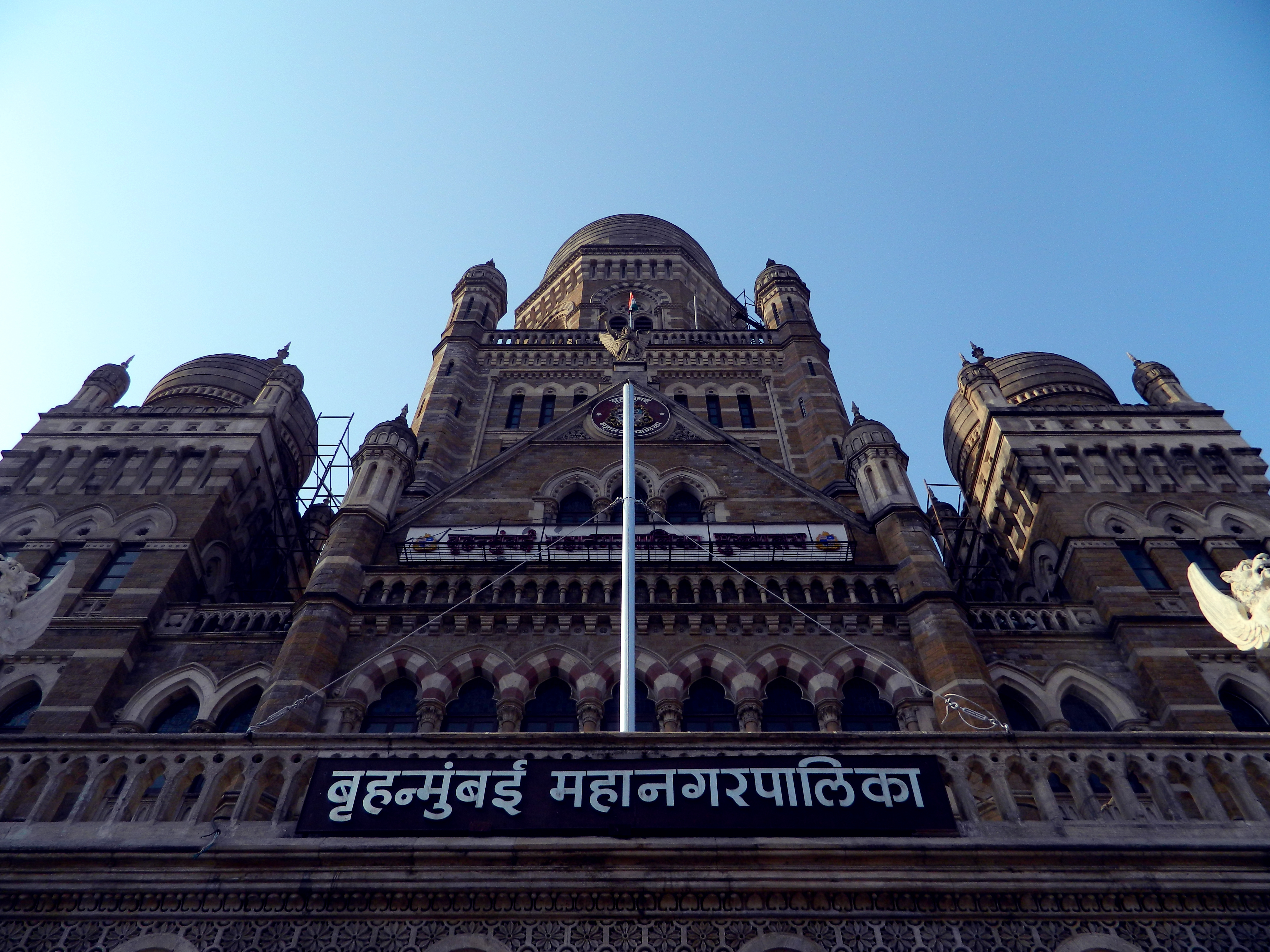
هيئة بريهانمومباي البلدية.

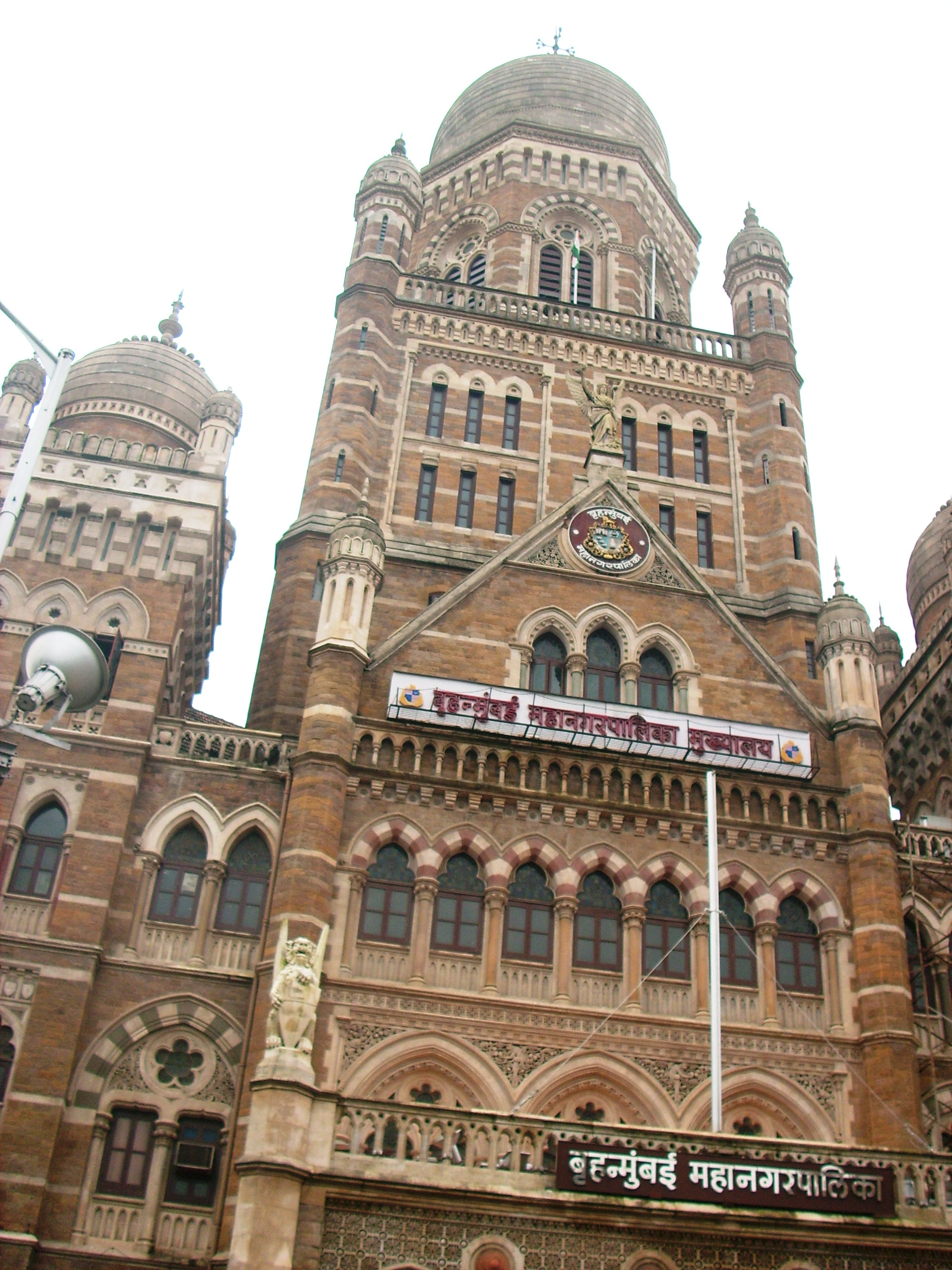
بريهانمومباي.